# 沼口雅徳
沼口 雅徳（ぬまぐち まさのり、1979年6月16日 - ）は、日本のCGデザイナー・監督。株式会社Flying Ship Studio代表取締役。埼玉県出身。

## 概要
東京造形大学絵画専攻卒。大学在学中から自主制作として人形アニメーションを制作。
2005年株式会社 白組に入社。CGアニメーターとして、映画・TVシリーズ・ゲームムービー等幅広く活動。
2012年に独立、合同会社NEFTFILMを立ち上げる。2016年会社を株式会社化し、FlyingShipStudioに名称変更。
FlyingShipStudioでは、監督・演出・CGディレクター等で、子供向けのアニメーションを多数制作している。 
日本アニメーション協会会員。

## 主な作品
- 百怪ノ行列『[浅草キケン野郎～泣くな！恋の鉄砲玉 ～』MV（2003年）- 監督・アニメーション制作
- 『筑紫哲也「ニュース23」金曜深夜便 オープニングタイトル』（2007年）- 監督・アニメーション制作
- NHK－Eテレ「がんばれルルロロ」（2013年）- 各話演出・絵コンテ
- 映画「さまよう小指」OP （2013年）- 演出
- NHK－Eテレ「うっかりペネロペ」第3期4期（2013年～2017年）- CGディレクター・絵コンテ
- [ EOS MOVIE [EOS 7D MARK II] 「CELLO」（2014年）- 監督
- 郵政「ぽすくま」アニメーションシリーズ（2016年～2021年）- 監督・絵コンテ
- 大和ハウス クレイアニメCM（2016年）- 監督・アニメーション制作
- NHK－Eテレ シャキーン 「謎新聞 ミライタイムズ（2016年）- 絵コンテ
- 「ノンタンたいそう」（2016年）- 監督・絵コンテ
- まるこめ「うっかりペネロペの甘酒CM」（2017年）- 絵コンテ
- NHK－Eテレ「うちのウッチョパス」（2018年）- 監督・絵コンテ
- NHK－Eテレ「かいじゅうステップ」（2019年）- 各話演出・絵コンテ
- 「キャプテン・バル」文化庁あにめたまご制作作品 オリジナル作品（2019年）- 監督・絵コンテ・キャラクターデザイン[2]
- 「Chiruta」オリジナル作品 ‐ 監督
- ベネッセ「しまじろう」3DCGエディション（2020年）- 監督・絵コンテ
- 植田基工 ブランド映像 -Road -Life （2020年） 監督・絵コンテ
- NHK－Eテレ シャキーン「サバイバルエンジン」（2021年）- 監督・絵コンテ・キャラクターデザイン
- 「映画ざんねんないきもの事典」【オーストラリア編「リロイのホームツリー」】（2022年）演出・絵コンテ
- テレビアニメ「最強王図鑑 ～The Ultimate Battles～」（2023年）演出・絵コンテ
- 講談社アニエホン「はりねずみのルーチカ」（2024年）監督・絵コンテ[3]
- NHK－総合 「はーい！ミャクミャクです」（2025年）監督[4]

## 受賞
- TBSザ・デジコン5 2003年 最優秀賞受賞
- 神奈川インディペンデントフィルムフェスティバル 2003年 特別賞受賞
- デジタルクリエイターズコンペティション 2004年 優秀賞受賞